# Atherigona gabonensis
Atherigona gabonensis este o specie de muște din genul Atherigona, familia Muscidae, descrisă de Deeming în anul 1981.
Este endemică în Gabon. Conform Catalogue of Life specia Atherigona gabonensis nu are subspecii cunoscute.